# Escudo de Santo Tomé y Príncipe
El escudo de armas de Santo Tomé y Príncipe fue adoptado a raíz de la independencia en 1975 y aparece descrito en el artículo 14 de la Constitución del país.
En este escudo figura, en un campo de oro (amarillo o dorado), una palmera en sus colores naturales. Timbra un burelete de plata (blanco o gris) y de oro surmontado por una estrella de cinco puntas de azur (azul).
Tiene como soportes un halcón a la derecha y un loro gris a la izquierda, todos al natural. En su parte superior aparece, escrita en una cinta, la denominación oficial del país en portugués: “República Democrática de São Tomé e Príncipe” (“República Democrática de Santo Tomé y Príncipe”). 
En la parte inferior del escudo de armas figura, también escrito en una cinta, el lema nacional: “Unidade, Disciplina, Trabalho” (“Unidad, Disciplina, Trabajo”).

## Escudos históricos

Escudo de armas grande de la colonia portuguesa de Santo Tomé y Príncipe (1935-1951)
Escudo de armas grande de la provincia portuguesa de Santo Tomé y Príncipe (1951-1975)
Escudo de armas pequeño de Santo Tomé y Príncipe durante la dominación portuguesa (1935-1951)